# Hans Meery

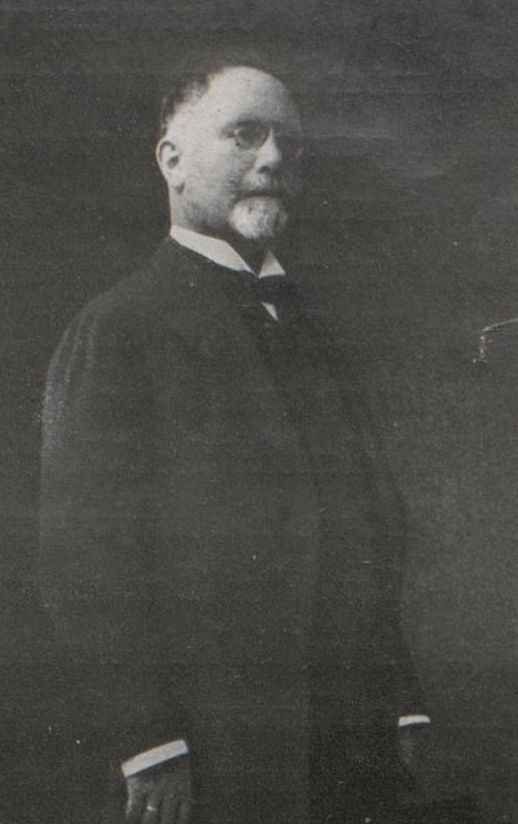
Hans Meery

Hans Meery (vorher Hans Ludwig Julius Meyer; * 11. Mai 1851 in Hannover; † 26. Oktober 1930 in Gauting bei München) war ein deutscher  Theaterregisseur in Leipzig, Berlin und Stuttgart.

## Leben

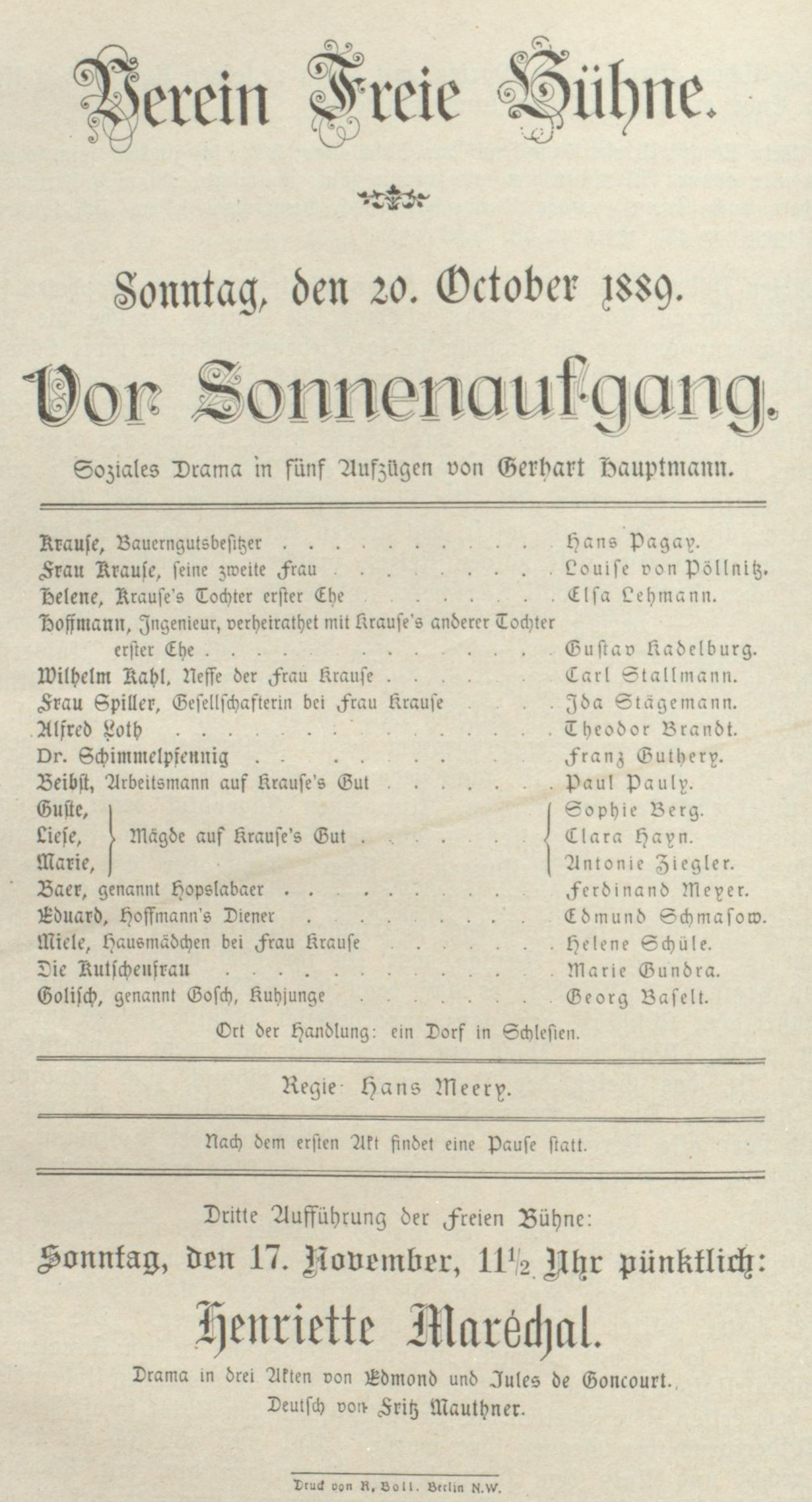
Vor Sonnenaufgang von Gerhart Hauptmann, 1889, Regie Hans Meery

Hans Meery wurde zunächst Theaterschauspieler und dann Regisseur am Alten Theater in Leipzig.  1889 holte ihn die Freie Bühne unter Otto Brahm als Regisseur für ihre erste Spielzeit nach Berlin. Er war maßgeblich am Erfolg des neuen Theaterprojektes beteiligt. Hans Meery leitete mehrere Uraufführungen, so Vor Sonnenaufgang von Gerhart Hauptmann, die diesen bekannt machte. Im Herbst 1890 wurde er durch Cord Hachmann ersetzt. Meery war auch danach als Theaterregisseur weiter in Berlin tätig, so 1892/93 im Residenztheater.
1898 wechselte er nach Stuttgart und wurde Oberregisseur am Königlichen Hoftheater unter der Intendanz von Joachim Gans zu Putlitz.
1914 ging er in den Ruhestand und lebte seitdem im oberbayerischen Gauting, wo er 1930 starb.
Dokumente aus seinem Leben befinden sich im Landesarchiv Baden-Württemberg, in der Handschriftenabteilung der Staatsbibliothek Berlin (GH Hs. 267, 54), im Stadtgeschichtlichen Museum Leipzig und in weiteren Archiven.

## Inszenierungen

### Freie Bühne Berlin 1889/1890
Hans Meery war der einzige Regisseur der Freien Bühne Berlin in deren erstem Theaterjahr 1889/90. Die Aufführungen fanden zunächst im Lessingtheater, am Ende im Ostendtheater statt. Es sind alle Inszenierungen angegeben.
- Gespenster von Henrik Ibsen, 29. September 1889, Eröffnungsvorstellung
- Vor Sonnenaufgang von Gerhart Hauptmann, 20. Oktober 1889, Uraufführung, machte den Autor bekannt
- Henriette Maréchal von Jules und Edmond de Goncourt, 17. November 1889, deutsche Erstaufführung
- Ein Handschuh von Björnstjerne Björnson, 15. Dezember 1889, deutsche Erstaufführung
- Die Macht der Finsternis von Lew Tolstoi, 26. Januar 1890
- Das vierte Gebot von Ludwig Anzengruber, 2. März 1890
- Die Familie Selicke von Arno Holz und Johannes Schlaf, 7. April 1890, Uraufführung
- Auf dem Heimweg von Alexander Kjelland, 7. April 1890
- Von Gottes Gnaden von Arthur Fitger, 4. Mai 1890
- Das Friedensfest von Gerhart Hauptmann, 1. Juni 1890, Ostendtheater, Uraufführung

### 1892–1897
Danach inszenierte Hans Meery weiter in Berlin, vor allem für das Residenztheater
- Gespenster von Henrik Ibsen, 2. Juni 1892, Carl-Schultze-Theater Hamburg, Gastspiel des Residenztheaters Berlin
- Die Gläubiger von August Strindberg, 22. Januar 1893, Residenztheater, deutsche Erstaufführung, wahrscheinlich auch Regisseur von Herbstzeichen und Vor dem Tode, die danach gezeigt wurden[5]
- Jugend von Max Halbe, 23. April 1893, Residenztheater, Uraufführung, machte den Autor bekannt[6]

### Stuttgart 1898–1914
In Stuttgart inszenierte Hans Meery Komödien und Schwänke, aber auch Theaterstücke moderner naturalistischer Autoren wie Henrik Ibsen.
- Nora oder ein Puppenheim von Henrik Ibsen, 9. Dezember 1899

- Rosmersholm von Henrik Ibsen, 21. März 1914, eine seiner letzten Inszenierungen
- Die Lästerschule von Richard Brinsley Sheridan, 1914, wahrscheinlich letzte Inszenierung in Stuttgart

## Publikationen
Hans Meery übersetzte einige Theaterstücke
- William Schwenck Gilbert Fortsetzung folgt, 1891
- Richard Brinsley Sheridan Die Lästerschule, 1895, Uraufführung Berliner Theater 1895
- Alexandre Bisson Der Sieger von Bombignac, 1897